# Anna Zofia Sapieha
Anna Zofia Sapieha (Saint-Germain-en-Laye, 17 ottobre 1799 – Montpellier, 24 dicembre 1864) è stata una nobildonna polacca.

## Biografia

### Infanzia

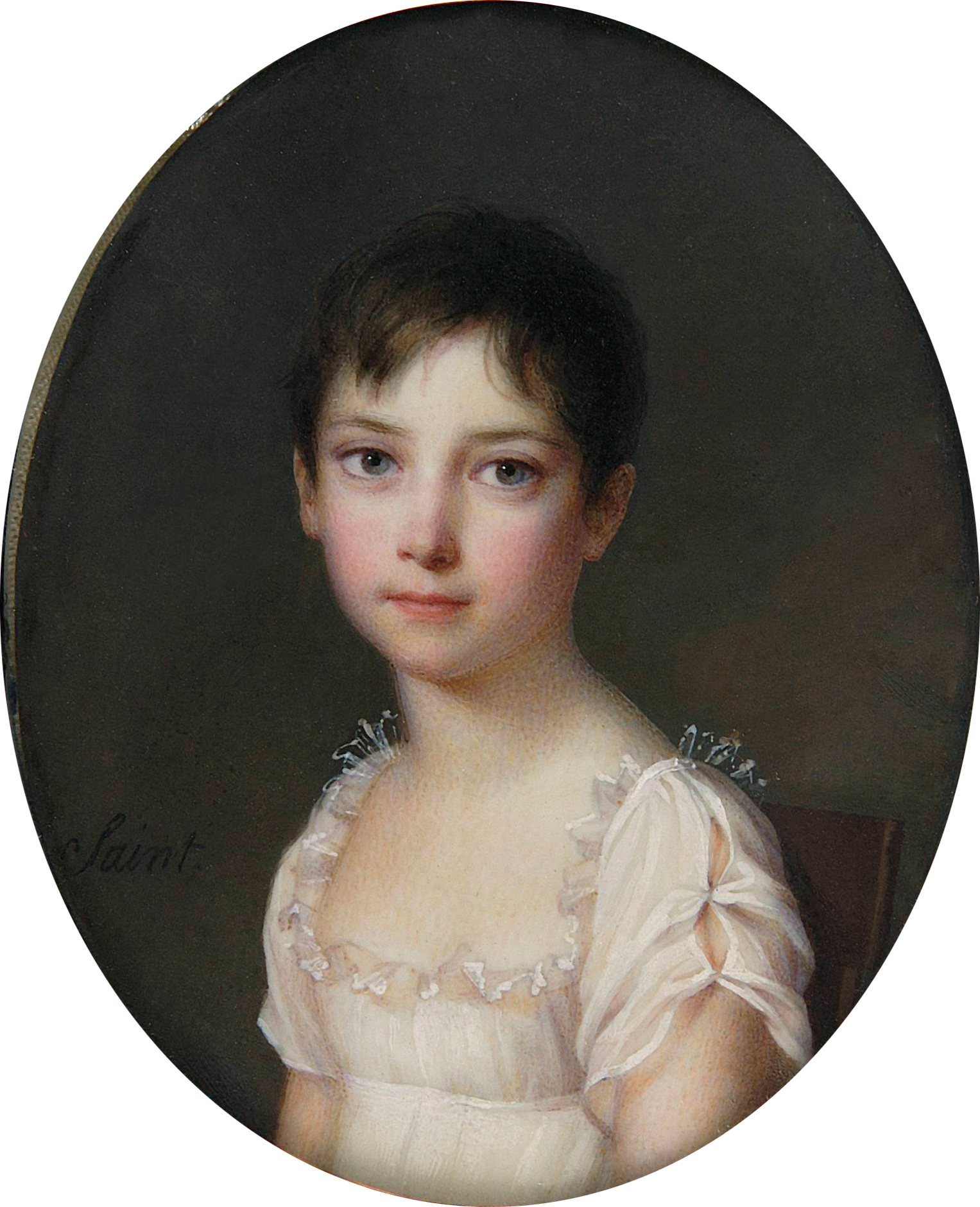
Anna Zofia ritratta a 10 anni

Era la figlia del principe Aleksander Antoni Sapieha, e di sua moglie, Anna Jadwiga Sapieżyna. Trascorse l'infanzia e gioventù a Teofipol, Radzyń, Parigi e Vilnius.

### Matrimonio

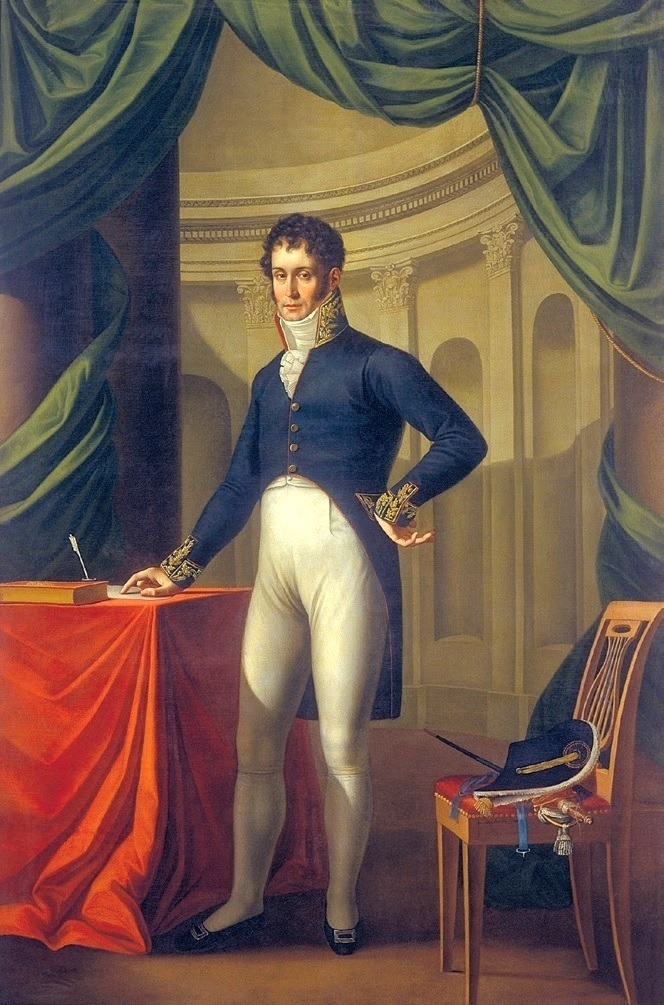
Adam Jerzy Czartoryski in un ritratto di Jozéf Oleszkiewicz del 1810

Sposò, il 29 settembre 1817 a Radzyń, Adam Jerzy Czartoryski (1770-1861), figlio di Adam Kazimierz Czartoryski e di Izabela Fleming Czartoryska. Ebbero quattro figli.

### Importanza sociale

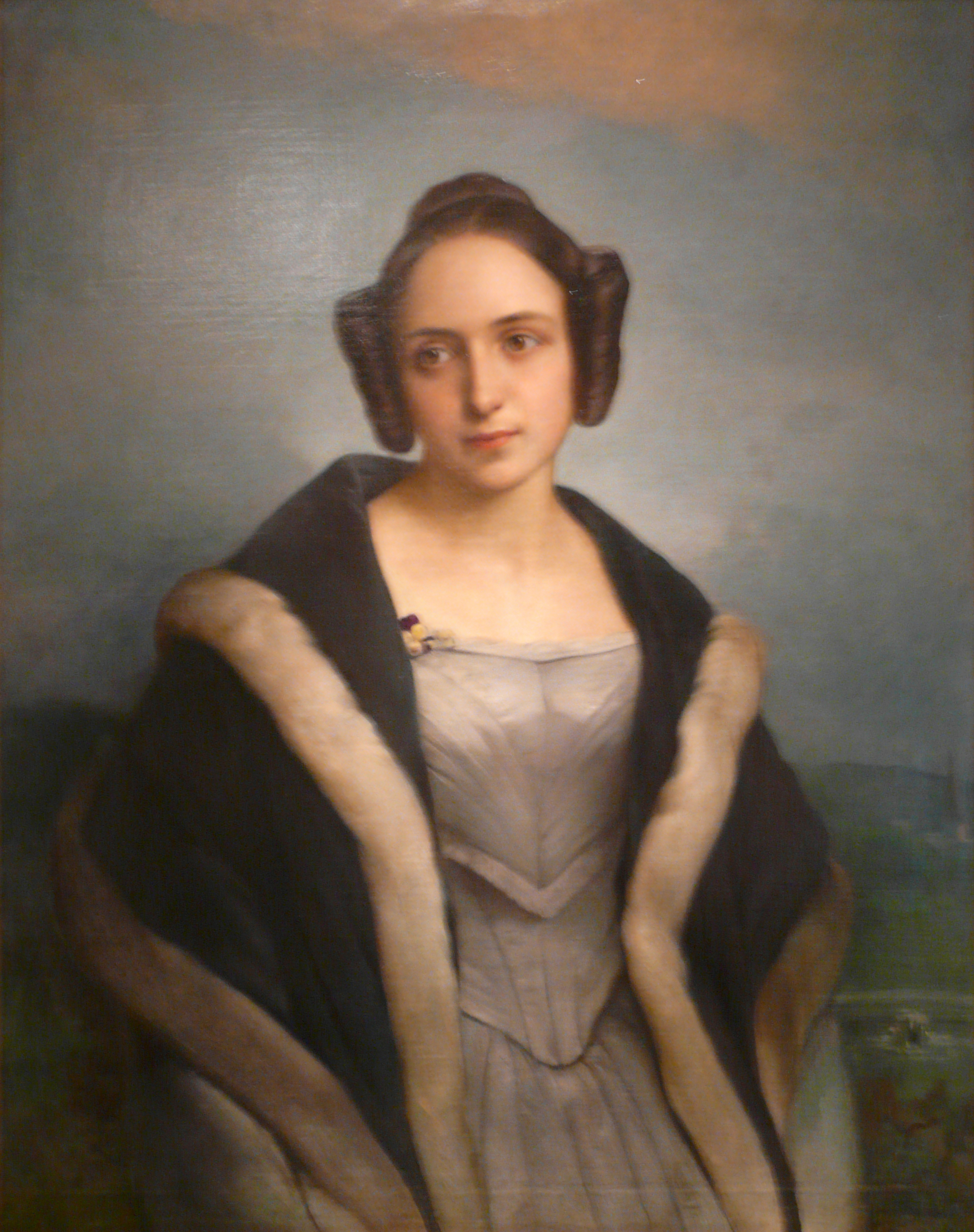
Anna Czartoryska ritratta nel XIX secolo

In Francia, al Hôtel Lambert, partecipava ad attività sociali e organizzava numerosi eventi di beneficenza. Nel 1834, fondò la società caritatevole delle donne polacche, che gestì fino alla sua morte.

### Morte

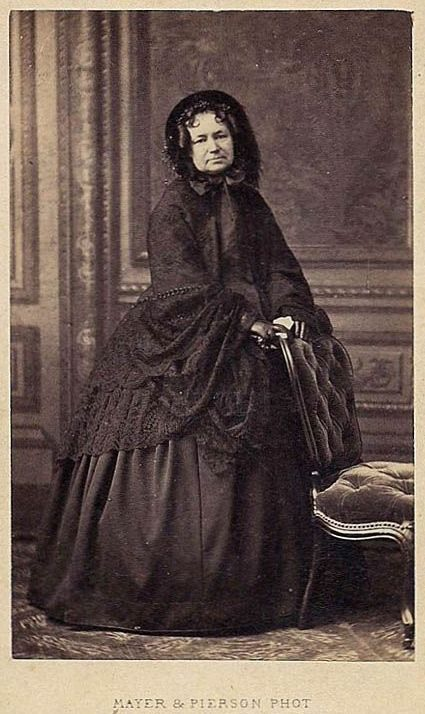
Anna Sapieha fotografata in tarda età

La Principessa morì il 24 dicembre 1864 a Montpellier.

## Discendenza

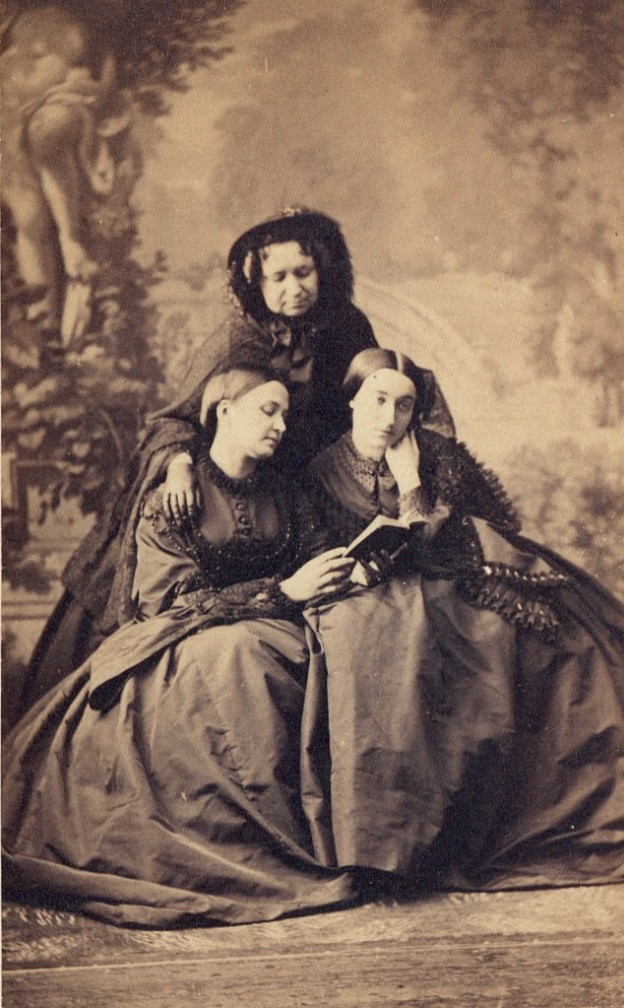
Anna Zofia Czartoryska con la figlia Izabella Elżbieta e la nuora

Anna Zofia e Adam Jerzy Czartoryski ebbero quattro figli:
- Witold Adam Czartoryski (1822-1865)
- Leon Jerzy Czartoryski (1825-1827)
- Władysław Czartoryski (1828-1894)
- Izabella Elżbieta Czartoryska (1832-1899), sposò Jan Kanty Działyński